# Seznam dílů seriálu Mentalista
Toto je seznam dílů seriálu Mentalista. Americký televizní seriál Mentalista byl vysílán od 23. září 2008. Česká premiéra pak proběhla 30. listopadu 2009 na TV Nova.

## Přehled řad
| Řada | Díly | Premiéra v USA     | Premiéra v USA  | Premiéra v ČR      | Premiéra v ČR     |
| Řada | Díly | První díl          | Poslední díl    | První díl          | Poslední díl      |
| ---- | ---- | ------------------ | --------------- | ------------------ | ----------------- |
| 1    | 23   | 23. září 2008      | 19. května 2009 | 30. listopadu 2009 | 3. května 2010    |
| 2    | 23   | 23. září 2009      | 20. května 2010 | 10. května 2010    | 20. prosince 2010 |
| 3    | 24   | 23. září 2010      | 19. května 2011 | 4. ledna 2012      | 13. června 2012   |
| 4    | 24   | 22. září 2011      | 17. května 2012 | 25. června 2013    | 19. února 2014    |
| 5    | 22   | 30. září 2012      | 5. května 2013  | 28. dubna 2014     | 22. září 2014     |
| 6    | 22   | 29. září 2013      | 18. května 2014 | 16. března 2015    | 2. května 2016    |
| 7    | 13   | 30. listopadu 2014 | 18. února 2015  | 22. června 2016    | 14. září 2016     |

## Seznam dílů

### První řada (2008–2009)
| Č. v seriálu | Č. v řadě | Původní název            | Český název                 | Režie                | Scénář              | Premiéra v USA     | Premiéra v ČR      |
| ------------ | --------- | ------------------------ | --------------------------- | -------------------- | ------------------- | ------------------ | ------------------ |
| 1            | 1         | Pilot                    | Vražda golfovou holí        | Bruno Heller         | David Nutter        | 23. září 2008      | 30. listopadu 2009 |
| 2            | 2         | Red Hair and Silver Tape | Rudé vlasy a stříbrná páska | Bruno Heller         | David Nutter        | 30. září 2008      | 7. prosince 2009   |
| 3            | 3         | Red Tide                 | Rudý příliv                 | Ashley Gable         | David Barrett       | 14. října 2008     | 14. prosince 2009  |
| 4            | 4         | Ladies in Red            | Dámy v rudém                | Gary Glasberg        | Chris Long          | 21. října 2008     | 21. prosince 2009  |
| 5            | 5         | Redwood                  | Sekvoje                     | Andi Bushell         | John Behring        | 28. října 2008     | 28. prosince 2009  |
| 6            | 6         | Red Handed               | Špinavé ruce                | Erika Green          | Chris Long          | 11. listopadu 2008 | 4. ledna 2010      |
| 7            | 7         | Seeing Red               | Vidět rudě                  | Gary Glasberg        | Martha Mitchell     | 18. listopadu 2008 | 11. ledna 2010     |
| 8            | 8         | The Thin Red Line        | Tenká červená linie         | Ken Woodruff         | Matt Earl Beesley   | 25. listopadu 2008 | 18. ledna 2010     |
| 9            | 9         | Flame Red                | Rudá záře                   | Ashley Gable         | Charles Beeson      | 2. listopadu 2008  | 25. ledna 2010     |
| 10           | 10        | Red Brick and Ivy        | Červená cihla a Ivy         | Eoghan Mahony        | Paris Barclay       | 16. prosince 2008  | 1. února 2010      |
| 11           | 11        | Red John's Friends       | Kumpáni Rudého Johna        | Bruno Heller         | John Polson         | 5. ledna 2009      | 8. února 2010      |
| 12           | 12        | Red Rum                  | Rudé běsnění                | Andi Bushell         | Dean White          | 13. ledna 2009     | 15. února 2010     |
| 13           | 13        | Paint it Red             | Namalováno rudou            | Eoghan Mahony        | Dave Barrett        | 18. ledna 2009     | 22. února 2010     |
| 14           | 14        | Crimson Casanova         | Casanova v šarlatové        | Ken Woodruff         | Lesli Linka Glatter | 9. února 2009      | 1. března 2010     |
| 15           | 15        | Scarlett Fever           | Scarlettina horečka         | Erika Green Swafford | Paul Holahan        | 16. února 2009     | 8. března 2010     |
| 16           | 16        | Bloodshot                | Krevní msta                 | Gary Glasberg        | Paul Holahan        | 17. března 2009    | 15. března 2010    |
| 17           | 17        | Carnelian, Inc.          | Carnelian s.r.o.            | Bruno Heller         | Kevin Dowling       | 24. března 2009    | 22. března 2010    |
| 18           | 18        | Russet Potatoes          | Vražda a hypnóza            | Ashley Gable         | Norberto Barba      | 31. března 2009    | 29. března 2010    |
| 19           | 19        | A Dozen Red Roses        | Tucet rudých růží           | Andi Bushell         | Lesli Linka Glatter | 7. dubna 2009      | 5. dubna 2010      |
| 20           | 20        | Red Sauce                | Nitky ke zločinu            | Eoghan Mahony        | Adam Kane           | 28. dubna 2009     | 12. dubna 2010     |
| 21           | 21        | Miss Red                 | Tajemná žena                | Ken Woodruff         | Martha Mitchell     | 5. května 2009     | 19. dubna 2010     |
| 22           | 22        | Blood Brothers           | Pokrevní bratři             | Erika Green          | John Polson         | 12. května 2009    | 26. dubna 2010     |
| 23           | 23        | Red John's Footsteps     | Ve stopách Rudého Johna     | Bruno Heller         | Chris Long          | 19. května 2009    | 3. května 2010     |

### Druhá řada (2009–2010)
| Č. v seriálu | Č. v řadě | Původní název            | Český název             | Režie                          | Scénář              | Premiéra v USA     | Premiéra v ČR      |
| ------------ | --------- | ------------------------ | ----------------------- | ------------------------------ | ------------------- | ------------------ | ------------------ |
| 24           | 1         | Redemption               | Vykoupení               | Bruno Heller                   | Chris Long          | 23. září 2009      | 10. května 2010    |
| 25           | 2         | The Scarlet Letter       | Šarlatové písmeno       | Tom Szentgyorgyi               | Charles Beeson      | 1. října 2009      | 17. května 2010    |
| 26           | 3         | Red Badge                | Rudý odznak             | Ashley Gable                   | Eric Laneuville     | 9. října 2009      | 24. května 2010    |
| 27           | 4         | Red Menace               | Rudá hrozba             | Leonard Dick                   | Norberto Barba      | 16. října 2009     | 31. května 2010    |
| 28           | 5         | Red Scare                | Duch                    | Ken Woodruff                   | Lesli Linka Glatter | 29. října 2009     | 7. června 2010     |
| 29           | 6         | Black Gold and Red Blood | Černé zlato a rudá krev | Bruno Heller                   | Rod Hardy           | 5. listopadu 2009  | 14. června 2010    |
| 30           | 7         | Red Bulls                | Rudí býci               | Tom Szentgyorgyi               | David Barrett       | 12. listopadu 2009 | 6. září 2010       |
| 31           | 8         | His Red Right Hand       | Pravá ruka Rudého Johna | Ashley Gable                   | Chris Long          | 19. listopadu 2009 | 13. září 2010      |
| 32           | 9         | A Price Above Rubies     | Cennější než rubíny     | Eoghan Mahoney                 | Charles Beeson      | 10. prosince 2009  | 20. září 2010      |
| 33           | 10        | Throwing Fire            | Dokud jsi mladý         | John Mankiewicz                | Martha Mitchell     | 17. prosince 2009  | 27. září 2010      |
| 34           | 11        | Rose-Colored Glasses     | Růžové brýle            | Leonard Dick                   | Dan Lerner          | 14. ledna 2010     | 4. října 2010      |
| 35           | 12        | Bleeding Heart           | Krvácející srdce        | Erika Green                    | Norberto Barba      | 21. ledna 2010     | 11. října 2010     |
| 36           | 13        | Redline                  | Rychlá kola             | Jordan Harper                  | Bill D'Elia         | 4. února 2010      | 18. října 2010     |
| 37           | 14        | Blood In, Blood Out      | Vyrovnávání účtů        | Ken Woodruff                   | John Polson         | 11. února 2010     | 25. října 2010     |
| 38           | 15        | Red Herring              | Pálivá omáčka           | David Appelbaum                | Eric Laneuville     | 4. března 2010     | 1. listopadu 2010  |
| 39           | 16        | Code Red                 | Rudý kód                | Bruno Heller                   | John Showalter      | 11. března 2010    | 8. listopadu 2010  |
| 40           | 17        | The Red Box              | Červená krabička        | John Mankiewicz                | Chris Long          | 1. dubna 2010      | 15. listopadu 2010 |
| 41           | 18        | Aingavite Baa            | Rudá voda               | Tom Szentgyorgyi a Erika Green | Stephen Gyllenhaal  | 8. dubna 2010      | 22. listopadu 2010 |
| 42           | 19        | Blood Money              | Krvavé peníze           | Ashley Gable a Jordan Harper   | Adam Kane           | 22. dubna 2010     | 29. listopadu 2010 |
| 43           | 20        | Red All Over             | Všude červená           | Carolyn Ingber                 | Roxann Dawson       | 29. dubna 2010     | 6. prosince 2010   |
| 44           | 21        | 18-5-4                   | Hlavolam                | Leonard Dick a Ken Woodruff    | Charles Beeson      | 2. května 2010     | 13. prosince 2010  |
| 45           | 22        | Red Letter               | Rudé písmeno            | Eoghan Mahoney                 | John Showalter      | 13. května 2010    | 20. prosince 2010  |
| 46           | 23        | Red Sky in the Morning   | Rudá ranní obloha       | Bruno Heller                   | Chris Long          | 20. května 2010    | 20. prosince 2010  |

### Třetí řada (2010–2011)
| Č. v seriálu | Č. v řadě | Původní název                   | Český název                  | Režie               | Scénář             | Premiéra v USA     | Premiéra v ČR   |
| ------------ | --------- | ------------------------------- | ---------------------------- | ------------------- | ------------------ | ------------------ | --------------- |
| 47           | 1         | Red Sky at Night                | Rudá noční obloha            | Bruno Heller        | Chris Long         | 23. září 2010      | 4. ledna 2012   |
| 48           | 2         | Cackle-Bladder Blood            | Trik s krví                  | Ashley Gable        | John Polson        | 30. září 2010      | 11. ledna 2012  |
| 49           | 3         | The Blood on His Hands          | Krev na jeho rukách          | Tom Szentgyorgyi    | David Barrett      | 7. října 2010      | 18. ledna 2012  |
| 50           | 4         | Red Carpet Treatment            | Léčba rudým kobercem         | Daniel Cerone       | Charles Beeson     | 14. října 2010     | 25. ledna 2012  |
| 51           | 5         | The Red Ponies                  | Rudí koně                    | Eoghan Mahoney      | John Showalter     | 21. října 2010     | 1. února 2012   |
| 52           | 6         | Pink Chanel Suit                | Růžový kostýmek od Chanel    | Ken Woodruff        | Eric Laneuville    | 28. října 2010     | 8. února 2012   |
| 53           | 7         | Red Hot                         | Rudě žhnoucí                 | Ashley Gable        | Chris Long         | 4. listopadu 2010  | 15. února 2012  |
| 54           | 8         | Ball of Fire                    | Ohnivá koule                 | Tom Szentgyorgyi    | Stephen Gyllenhaal | 11. listopadu 2010 | 22. února 2012  |
| 55           | 9         | Red Moon                        | Rudý měsíc                   | Bruno Heller        | Simon Baker        | 18. listopadu 2010 | 29. února 2012  |
| 56           | 10        | Jolly Red Elf                   | Veselý rudý skřítek          | Daniel Cerone       | John Showalter     | 9. prosince 2010   | 7. března 2012  |
| 57           | 11        | Bloodsport                      | Krvavý sport                 | Eoghan Mahoney      | Roxann Dawson      | 6. ledna 2011      | 14. března 2012 |
| 58           | 12        | Bloodhounds                     | Krvavá štvanice              | Erika Green         | Charles Beeson     | 20. ledna 2011     | 21. března 2012 |
| 59           | 13        | Red Alert                       | Rudý poplach                 | Jordan Harper       | Guy Ferland        | 3. února 2011      | 28. března 2012 |
| 60           | 14        | Blood for Blood                 | Krev za krev                 | David Applebaum     | Martha Mitchell    | 10. února 2011     | 4. dubna 2012   |
| 61           | 15        | Red Gold                        | Rudé zlato                   | Cindi Grossenbacher | Tom Verica         | 17. února 2011     | 11. dubna 2012  |
| 62           | 16        | Red Queen                       | Srdcová královna             | Daniel Cerone       | Chris Long         | 24. února 2011     | 18. dubna 2012  |
| 63           | 17        | Bloodstream                     | Proud krve                   | Erika Green         | Bobby Roth         | 10. března 2011    | 25. dubna 2012  |
| 64           | 18        | The Red Mile                    | Rudá míle                    | Tom Szentgyorgyi    | Darnell Martin     | 31. března 2011    | 2. května 2012  |
| 65           | 19        | Every Rose Has Its Thorn        | Není růže bez trní           | Ken Woodruff        | Charles Beeson     | 7. dubna 2011      | 9. května 2012  |
| 66           | 20        | Redacted                        | Zredigováno                  | Eoghan Mahoney      | David Barrett      | 28. dubna 2011     | 16. května 2012 |
| 67           | 21        | Like a Redheaded Stepchild      | Odstrčený syn                | Jordan Harper       | Eric Laneuville    | 5. května 2011     | 23. května 2012 |
| 68           | 22        | Rhapsody in Red                 | Rapsodie v rudém             | David Applebaum     | David Barrett      | 12. května 2011    | 30. května 2012 |
| 69           | 23        | Strawberries and Cream (Part 1) | Jahody se smetanou (1. část) | Ashley Gable        | Chris Long         | 19. května 2011    | 6. června 2012  |
| 70           | 24        | Strawberries and Cream (Part 2) | Jahody se smetanou (2. část) | Bruno Heller        | Chris Long         | 19. května 2011    | 13. června 2012 |

### Čtvrtá řada (2011–2012)
| Č. v seriálu | Č. v řadě | Původní název                               | Český název                       | Režie                | Scénář            | Premiéra v USA     | Premiéra v ČR     |
| ------------ | --------- | ------------------------------------------- | --------------------------------- | -------------------- | ----------------- | ------------------ | ----------------- |
| 71           | 1         | Scarlet Ribbons                             | Šarlatové stuhy                   | Bruno Heller         | Charles Beeson    | 22. září 2011      | 25. června 2013   |
| 72           | 2         | Little Red Book                             | Malá rudá knížka                  | Tom Szentgyorgyi     | Eric Laneuville   | 29. září 2011      | 26. června 2013   |
| 73           | 3         | Pretty Red Balloon                          | Rudé balónky                      | Ashley Gable         | John F. Showalter | 6. října 2011      | 2. července 2013  |
| 74           | 4         | Ring Around the Rosie                       | Kolo kolo mlýnský                 | Daniel Cerone        | Chris Long        | 13. října 2011     | 3. července 2013  |
| 75           | 5         | Blood and Sand                              | Krev a písek                      | Eoghan Mahony        | John Polson       | 20. října 2011     | 9. července 2013  |
| 76           | 6         | Where in the World is Carmine O'Brien?      | Kde jen může být Carmine O'Brien? | David Appelbaum      | Bobby Roth        | 27. října 2011     | 10. července 2013 |
| 77           | 7         | Blinking Red Light                          | Rudé probleskující světlo         | Ken Woodruff         | Simon Baker       | 3. listopadu 2011  | 16. července 2013 |
| 78           | 8         | Pink Tops                                   | Růžové šaty                       | Erika Green Swafford | Tom Verica        | 17. listopadu 2011 | 17. července 2013 |
| 79           | 9         | The Redshirt                                | Rudé tričko                       | Jordan Harper        | Eric Laneuville   | 8. prosince 2011   | 23. července 2013 |
| 80           | 10        | Fugue in Red                                | Fuga v rudém                      | Daniel Cerone        | Randall Zisk      | 15. prosince 2011  | 24. července 2013 |
| 81           | 11        | Always Bet on Red                           | Vždy sázej na rudou               | Ashley Gable         | John F. Showalter | 12. ledna 2012     | 30. července 2013 |
| 82           | 12        | My Bloody Valentine                         | Krvavý Valentýn                   | Bruno Heller         | Elodie Keene      | 19. ledna 2012     | 31. července 2013 |
| 83           | 13        | Red is the New Black                        | Rudá je nová černá                | Eoghan Mahony        | Tom Verica        | 2. února 2012      | 6. srpna 2013     |
| 84           | 14        | At First Blush                              | Na první pohled                   | David Appelbaum      | Roxann Dawson     | 9. února 2012      | 7. srpna 2013     |
| 85           | 15        | War of the Roses                            | Válka růží                        | Ken Woodruff         | Geary McLeod      | 16. února 2012     | 13. srpna 2013    |
| 86           | 16        | His Thoughts Were Red Thoughts              | Jeho myšlenky byly rudé           | Jordan Harper        | Charles Beeson    | 23. února 2012     | 14. srpna 2013    |
| 87           | 17        | Cheap Burgundy                              | Levné burgundské                  | Bruno Heller         | Bruno Heller      | 8. března 2012     | 21. srpna 2013    |
| 88           | 18        | Ruddy Cheeks                                | Zdravé tváře                      | Erika Green Swafford | Eric Laneuville   | 8. března 2012     | 8. ledna 2014     |
| 89           | 19        | Pink Champagne on Ice                       | Růžové šampaňské na ledu          | Eoghan Mahony        | David Von Ancken  | 29. března 2012    | 15. ledna 2014    |
| 90           | 20        | Something Rotten in Redmund                 | Je něco shnilého v Redmundu       | Rebecca Cutter       | Guy Ferland       | 5. dubna 2012      | 22. ledna 2014    |
| 91           | 21        | Ruby Slippers                               | Rubínové střevíčky                | Daniel Cerone        | Kevin Hooks       | 26. dubna 2012     | 29. ledna 2014    |
| 92           | 22        | So Long, and Thanks for All the Red Snapper | Sbohem a díky za šrámy            | Ashley Gable         | Chris Long        | 3. května 2012     | 5. února 2014     |
| 93           | 23        | Red Rover, Red Rover                        | Piki, piki na hlavu               | Tom Szentgyorgyi     | John F. Showalter | 10. května 2012    | 12. února 2014    |
| 94           | 24        | The Crimson Hat                             | Zrudlý klobouk                    | Bruno Heller         | Chris Long        | 17. května 2012    | 19. února 2014    |

### Pátá řada (2012–2013)
| Č. v seriálu | Č. v řadě | Původní název           | Český název             | Režie                                | Scénář                | Premiéra v USA     | Premiéra v ČR     |
| ------------ | --------- | ----------------------- | ----------------------- | ------------------------------------ | --------------------- | ------------------ | ----------------- |
| 95           | 1         | The Crimson Ticket      | Rudý korálek            | Bruno Heller                         | Randall Zisk          | 30. září 2012      | 28. dubna 2014    |
| 96           | 2         | Devil's Cherry          | Rulík zlomocný          | Daniel Cerone                        | Randall Zisk          | 7. října 2012      | 5. května 2014    |
| 97           | 3         | Not One Red Cent        | Ani jeden červený cent  | Ken Woodruff                         | Chris Long            | 14. října 2012     | 12. května 2014   |
| 98           | 4         | Blood Feud              | Krevní msta             | Jordan Harper                        | Anton Cropper         | 21. října 2012     | 19. května 2014   |
| 99           | 5         | Red Dawn                | Rudý úsvit              | David Appelbaum                      | Chris Long            | 28. října 2012     | 26. května 2014   |
| 100          | 6         | Cherry Picked           | Využitá příležitost     | Tom Szentgyorgyi                     | Chris Long            | 4. listopadu 2012  | 2. června 2014    |
| 101          | 7         | If It Bleeds, It Leads  | Krváky táhnou           | Eoghan Mahony                        | John F. Showalter     | 11. listopadu 2012 | 9. června 2014    |
| 102          | 8         | Red Sails in the Sunset | Rudý západ              | Daniel Cerone                        | Simon Baker           | 18. listopadu 2012 | 16. června 2014   |
| 103          | 9         | Black Cherry            | Špatná volba            | Erika Green Swafford                 | Elodie Keene          | 25. listopadu 2012 | 23. června 2014   |
| 104          | 10        | Panama Red              | Panamská rudá           | Michael Weiss                        | Guy Ferland           | 9. prosince 2012   | 30. června 2014   |
| 105          | 11        | Days of Wine and Roses  | Rubínový náhrdelník     | Rebecca Perry Cutter                 | Eric Laneuville       | 6. ledna 2013      | 7. července 2014  |
| 106          | 12        | Little Red Corvette     | Rudé autíčko            | Ken Woodruff                         | Randy Zisk            | 13. ledna 2013     | 14. července 2014 |
| 107          | 13        | The Red Barn            | Rudá Stodola            | Tom Szentgyorgyi                     | Allison Anders        | 27. ledna 2013     | 21. července 2014 |
| 108          | 14        | Red in Tooth and Claw   | Rudá v zubech a drápech | Jordan Harper                        | Randy Zisk            | 17. února 2013     | 28. července 2014 |
| 109          | 15        | Red Lacquer Nail Polish | Rudý lak na nehty       | Eoghan Mahony                        | Geary McLeod          | 3. března 2013     | 4. srpna 2014     |
| 110          | 16        | There Will Be Blood     | Krveprolití             | Ken Woodruff a David Appelbaum       | Anton Cropper         | 10. března 2013    | 11. srpna 2014    |
| 111          | 17        | Red, White and Blue     | Červenobílomodrá        | Tony Astrino                         | Robert Duncan McNeill | 17. března 2013    | 18. srpna 2014    |
| 112          | 18        | Behind the Red Curtain  | Za rudou oponou         | Erika Green Swafford a Eoghan Mahony | Chris Long            | 24. března 2013    | 25. srpna 2014    |
| 113          | 19        | Red Letter Day          | Den rudého dopisu       | Michael Weiss                        | Guy Ferland           | 14. dubna 2013     | 1. září 2014      |
| 114          | 20        | Red Velvet Cupcakes     | Rudé sametové dortíky   | Rebecca Perry Cutter                 | David M. Barrett      | 21. dubna 2013     | 8. září 2014      |
| 115          | 21        | Red and Itchy           | Bolavé místo            | Daniel Cerone                        | David Paymer          | 28. dubna 2013     | 15. září 2014     |
| 116          | 22        | Red John's Rules        | Pravidla Rudého Johna   | Bruno Heller                         | Chris Long            | 5. května 2013     | 22. září 2014     |

### Šestá řada (2013–2014)
| Č. v seriálu | Č. v řadě | Původní název            | Český název                | Režie                 | Scénář                                  | Premiéra v USA     | Premiéra v ČR   |
| ------------ | --------- | ------------------------ | -------------------------- | --------------------- | --------------------------------------- | ------------------ | --------------- |
| 117          | 1         | The Desert Rose          | Pouštní růže               | Chris Long            | Bruno Heller                            | 29. září 2013      | 16. března 2015 |
| 118          | 2         | Black-Winged Redbird     | Rudý pták s černými křídly | Robert Duncan McNeill | Tom Szentgyorgyi                        | 6. října 2013      | 23. března 2015 |
| 119          | 3         | Wedding in Red           | Svatba v rudém             | Randy Zisk            | Daniel Cerone                           | 13. října 2013     | 30. března 2015 |
| 120          | 4         | Red Listed               | Rudý pořadník              | Eric Laneuville       | Rebecca Perry Cutter                    | 20. října 2013     | 6. dubna 2015   |
| 121          | 5         | The Red Tattoo           | Rudé tetování              | Tawnia McKiernan      | Eoghan Mahony                           | 27. října 2013     | 13. dubna 2015  |
| 122          | 6         | Fire and Brimstone       | Oheň a síra                | John F. Showalter     | Ken Woodruff                            | 3. listopadu 2013  | 20. dubna 2015  |
| 123          | 7         | The Great Red Dragon     | Velký rudý drak            | Elodie Keene          | Jordan Harper                           | 17. listopadu 2013 | 27. dubna 2015  |
| 124          | 8         | Red John                 | Rudý John                  | Chris Long            | Bruno Heller                            | 24. listopadu 2013 | 4. května 2015  |
| 125          | 9         | My Blue Heaven           | Můj blankytný ráj          | Simon Baker           | Tom Szentgyorgyi                        | 1. prosince 2013   | 11. května 2015 |
| 126          | 10        | Green Thumb              | Tajemný flash disk         | Robert Duncan McNeill | Daniel Cerone                           | 8. prosince 2013   | 18. května 2015 |
| 127          | 11        | White Lines              | Bílá linka                 | Guy Ferland           | Ken Woodruff                            | 5. ledna 2014      | 25. května 2015 |
| 128          | 12        | The Golden Hammer        | Kdo s čím zachází          | James Hayman          | Michael Weiss                           | 12. ledna 2014     | 1. června 2015  |
| 129          | 13        | Black Helicopters        | Černý vrtulník             | Randy Zisk            | Erika Green Swafford                    | 9. března 2014     | 8. června 2015  |
| 130          | 14        | Grey Water               | Špinavá voda               | Geary McLeod          | David Appelbaum                         | 16. března 2014    | 15. června 2015 |
| 131          | 15        | White as the Driven Snow | Bílá jako padlý sníh       | Chris Long            | Eoghan Mahony                           | 23. března 2014    | 25. ledna 2016  |
| 132          | 16        | Violets                  | Fialky                     | J. Miller Tobin       | Jordan Harper                           | 30. března 2014    | 21. března 2016 |
| 133          | 17        | Silver Wings of Time     | Stříbrná křídla času       | James Hayman          | Tom Szentgyorgyi a Rebecca Perry Cutter | 13. dubna 2014     | 28. března 2016 |
| 134          | 18        | Forest Green             | Klub vyvolených            | Eric Laneuville       | Jeffrey Hatcher                         | 20. dubna 2014     | 4. dubna 2016   |
| 135          | 19        | Brown Eyed Girls         | Hnědooká děvčata           | Sylvain White         | Eoghan Mahony a Michael Weiss           | 27. dubna 2014     | 11. dubna 2016  |
| 136          | 20        | Il Tavolo Bianco         | Italská restaurace         | Tom Snyder            | Daniel Cerone a Erika Green Swafford    | 4. května 2014     | 18. dubna 2016  |
| 137          | 21        | Black Hearts             | Černá srdce                | Randy Zisk            | Ken Woodruff a David Appelbaum          | 11. května 2014    | 25. dubna 2016  |
| 138          | 22        | Blue Bird                | Modrý pták                 | Chris Long            | Bruno Heller                            | 18. května 2014    | 2. května 2016  |

### Sedmá řada (2014-2015)
Televize CBS oznámila dne 10. května 2014 záměr pořídit sedmou řadu seriálu. Bruno Heller uvedl, že by měla představovat jakýsi „přídavek“.
| Č. v seriálu | Č. v řadě | Původní název            | Český název                             | Režie              | Scénář                                         | Premiéra v USA     | Premiéra v ČR     |
| ------------ | --------- | ------------------------ | --------------------------------------- | ------------------ | ---------------------------------------------- | ------------------ | ----------------- |
| 139          | 1         | Nothing But Blue Skies   | Jen modré nebe nade mnou                | Chris Long         | Tom Szentgyorgyi                               | 27. listopadu 2014 | 22. června 2016   |
| 140          | 2         | The Greybar Hotel        | Za mřížemi                              | Bill Eagles        | Jordan Harper                                  | 4. prosince 2014   | 29. června 2016   |
| 141          | 3         | Orange Blossom Ice Cream | Zmrzlina s příchutí pomerančového květu | Chris Long         | Tom Szentgyorgyi                               | 11. prosince 2014  | 6. července 2016  |
| 142          | 4         | Black Market             | Černý trh                               | Michael Nankin     | Tom Donaghy                                    | 18. prosince 2014  | 13. července 2016 |
| 143          | 5         | The Silver Briefcase     | Stříbrný kufřík                         | Simon Baker        | Jordan Harper                                  | 28. prosince 2014  | 20. července 2016 |
| 144          | 6         | Green Light              | Zelený signál                           | Geary McLeod       | Alex Berger                                    | 7. ledna 2015      | 27. července 2016 |
| 145          | 7         | Little Yellow House      | Žlutý dům                               | Edward Ornelas     | Marisa Wegrzyn                                 | 14. ledna 2015     | 3. srpna 2016     |
| 146          | 8         | The Whites of His Eyes   | Nájemný vrah                            | Rod Holcomb        | Erin Lane Donovan                              | 21. ledna 2015     | 10. srpna 2016    |
| 147          | 9         | Copper Bullet            | Kulka                                   | Tom Snyder         | Tom Donaghy                                    | 28. ledna 2015     | 17. srpna 2016    |
| 148          | 10        | Nothing Gold Can Stay    | Nic není věčné                          | Paul A. Kaufman    | Alex Berger                                    | 4. února 2015      | 24. srpna 2016    |
| 149          | 11        | Byzantium                | Pohřebiště                              | Nina Lopez-Corrado | Jordan Harper a Marisa Wegrzyn                 | 11. února 2015     | 31. srpna 2016    |
| 150          | 12        | Brown Shag Carpet        | Hnědý chlupatý koberec                  | Geary McLeod       | Tom Szentgyorgyi                               | 18. února 2015     | 7. září 2016      |
| 151          | 13        | White Orchids            | Bílé orchideje                          | Chris Long         | Bruno Heller, Tom Szentgyorgyi a Jordan Harper | 18. února 2015     | 14. září 2016     |